# قزل آغاج (سالیان)
قزل‌آغاج (به ترکی آذربایجانی: Qızılağac) یک منطقه مسکونی در جمهوری آذربایجان است که در شهرستان سالیان واقع شده‌است. قزل آغاج ۱۶۱۵ نفر جمعیت دارد.

## دین
در مسجد جامع قزل‌آغاج یک هیئت مذهبی وجود دارد.